# Krabbenkreekdam
Der Krabbenkreekdam in der niederländischen Provinz Zeeland verbindet die ehemaligen Inseln Tholen und Sint Philipsland miteinander zu einer gemeinsamen Insel. 
Während des Baus des Schelde-Rhein-Kanals im Jahr 1972 wurde der 1,7 km lange Damm errichtet, um den Abfluss in den Krabbenkreek zu verhindern.